# Zofiówka (województwo lubuskie)
Zofiówka (niem. Sophienwalde) – osada w Polsce położona w województwie lubuskim, w powiecie sulęcińskim, w gminie Lubniewice. Należy do sołectwa Rogi.